# Triantha racemosa
Triantha racemosa là một loài thực vật có hoa trong họ Tofieldiaceae. Loài này được (Walter) Small miêu tả khoa học đầu tiên năm 1903.